# Los Angeles Forum: April 26, 1969
Albums de The Jimi Hendrix Experience
Live in Maui
(2020)
Los Angeles Forum: April 26, 1969 est un album live du Jimi Hendrix Experience. Il a été enregistré lors de la dernière tournée nord-américaine du groupe et comprend un mélange de chansons populaires du répertoire du groupe ainsi que quelques instrumentaux. L'album est la première sortie live complète du trio avec Hendrix, Noel Redding et Mitch Mitchell depuis le Miami Pop Festival de 2013.
Experience Hendrix et Sony Music's Legacy Recordings l'ont sorti en album double et CD le 18 novembre 2022. C'est la première fois que l'intégralité du concert est disponible sur un album officiel L'ingénieur du son de longue date de Hendrix, Eddie Kramer, a mixé les enregistrements, qui « provenaient directement des bandes maîtresses originales à huit pistes », selon Experience Hendrix.

## Contexte
Depuis sa formation en octobre 1966, The Jimi Hendrix Experience a sorti trois albums très réussis et a fait de nombreuses tournées à travers l'Europe et l'Amérique du Nord. En 1969, le groupe était devenu l'une des rares attractions rock « avec suffisamment de pouvoir d'attraction pour utiliser d'immenses salles comme le Forum et le Madison Square Garden de New York. » En avril 1969, ils entament une nouvelle tournée américaine. Le manager de l'Experience Michael Jeffery s'est arrangé pour que Wally Heider (qui avait enregistré le groupe au festival de Monterey Pop en 1967) enregistre quelques concerts. Après des performances prometteuses au Forum. le 26 avril et au San Diego Sports Arena le 24 mai, Eddie Kramer est arrivé aux studios hollywoodiens de Heider pour préparer des mixages à partir des enregistrements multipistes.
Jeffery espérait utiliser un album live pour régler un différend contractuel avec un ancien manager de Hendrix. Kramer et Hendrix ont passé trois jours au studio de Heider, « ont assemblé un superbe album de performances live » et ont livré les bandes à Jeffery. Cependant, rien ne fut publié et le 15 juin 1969, les plans d'un album live furent abandonnés. Au cours des années suivantes, les enregistrements des concerts du Forum ont été publiés au coup par coup : Foxy Lady a été ajouté en tant que piste bonus sur la réédition du CD de 1989 The Jimi Hendrix Concerts (1982) et l'année suivante, le reste des pistes ont été inclus sur le quatrième disque du coffret Lifelines: The Jimi Hendrix Story. D'autres versions incluent Red House sur Variations on a Theme: Red House (1992) ;  I Don't Live Today sur le coffret The Jimi Hendrix Experience (2000), et la compilation Voodoo Child: The Jimi Hendrix Collection (2001) ; et The Star Spangled Banner et Purple Haze sur West Coast Seattle Boy: The Jimi Hendrix Anthology (2010).

## Déroulé du concert
En 1969, les concerts de rock dans de grandes salles couvertes, comme The Forum, étaient relativement nouveaux. C'est aussi une période de troubles sociaux et les concerts populaires attirent leur lot de difficultés. Le biographe de Hendrix, Keith Shadwick, a commenté : « Comme si souvent, il y avait une atmosphère troublée dans l'arène reflétant l'agitation qui continuait de dominer la vie sociale et politique américaine; ici, elle a été exacerbée par la réaction du personnel de sécurité à la provocation d'éléments indisciplinés de la foule ». Dans un effort pour empêcher la foule de capacité de se précipiter sur la scène, « les flics s'étaient alignés sur la scène devant lui [Hendrix], dans une mystérieuse méthode policière de maîtrise des foules. »
Les tensions se sont intensifiées et les responsables ont menacé de couper le courant ; Hendrix a annoncé « Écoutez, ils vont écourter le concert si cela continue. Alors asseyez-vous et soyez cool pour que ces autres 'gens' [qui toussent] quittent la scène ». Lors de sa performance de Purple Haze, il a changé « 'scuse me while I kiss the sky » en « 'scuse me while I kiss that policeman ». Certains voient ses tentatives comme du sarcasme, cependant, Shadwick estime qu'avec humour et bon sens, Hendrix « désamorce à plusieurs reprises une situation où des méthodes plus lourdes ne feraient qu'empirer les choses. »
De plus, en 1969, les difficultés entre le bassiste de l'Experience Noel Redding et Hendrix atteignaient leur paroxysme. Hendrix avait joué de la basse sur plusieurs chansons apparues sur Axis: Bold As Love (1967) et Electric Ladyland (1968), et avait invité d'autres musiciens à enregistrer sur ce dernier. Dans son autobiographie, Redding a exprimé sa frustration croissante face à l'habitude d'Hendrix de se présenter tard pour des sessions d'enregistrement, parfois accompagné d'un groupe d'invités, et ne soutenant généralement pas son rôle dans le groupe, Redding a répondu en partie en formant son propre groupe, Fat Mattress, où il a recommencé à jouer de la guitare au lieu de la basse. Lors du concert du Forum, l'approche de Redding pour traiter le problème de la sécurité a également montré la division croissante, avec ses commentaires de colère en contradiction avec l'approche plus conciliante de Hendrix. Après des émeutes lors de représentations à San Diego (24 mai) et à Denver (29 juin), Redding a quitté l'Experience et est retourné en Angleterre.

## Liste des titres
Toutes les chansons sont écrites et composées par Jimi Hendrix, sauf mention contraire.
| No  | Titre                                                             | Notes                               | Durée |
| --- | ----------------------------------------------------------------- | ----------------------------------- | ----- |
| 1.  | Introduction                                                      | discours                            | 2:27  |
| 2.  | Tax Free (Bo Hannson, Janne Karlsson)                             | Instrumental avec solo de batterie  | 15:34 |
| 3.  | Foxy Lady                                                         |                                     | 4:56  |
| 4.  | Red House                                                         |                                     | 11:25 |
| 5.  | Spanish Castle Magic                                              | Inclut un solo de guitare improvisé | 11:58 |
| 6.  | Star Spangled Banner (Francis Scott Key, arrangement par Hendrix) | instrumental guitare solo           | 2:31  |
| 7.  | Purple Haze                                                       |                                     | 6:44  |
| 8.  | I Don't Live Today                                                |                                     | 7:04  |
| 9.  | Voodoo Child (Slight Return) (Première partie)                    | Les pistes 9 à 11 sont un medley    | 9:16  |
| 10. | Sunshine of Your Love (Jack Bruce, Pete Brown, Eric Clapton)      | Instrumental                        | 4:16  |
| 11. | Voodoo Child (Slight Return) (seconde partie)                     |                                     | 3:20  |

## Accueil
Le critique d'AllMusic, Mark Deming, a attribué à l'album une note de quatre étoiles sur cinq. Il écrit : « S'il ne s'agit pas du concert du Jimi Hendrix Experience la plus ciblée de toutes, cela montre que le groupe était toujours capable de livrer une musique passionnante et remarquable même dans des circonstances difficiles... les deux [Hendrix et Mitchell] étaient inspirés ce soir, tandis que la basse de Redding donne à la musique une base simple mais stable... la profondeur, les détails et la sensation d'espace dans l'audio servent bien ce concert. »

## Personnel
- Jimi Hendrix : chant, guitare
- Mitch Mitchell : batterie
- Noel Redding : basse, chœurs

## Classements
| Classements (2022)            | Meilleure position |
| ----------------------------- | ------------------ |
| Autriche (Ö3 Austria Top 40)  | 41                 |
| Belgique (Flandre Ultratop)   | 114                |
| Belgique (Wallonie Ultratop)  | 68                 |
| Pays-Bas (Mega Album Top 100) | 65                 |
| Allemagne (Media Control AG)  | 40                 |
| Japon (Oricon)                | 23                 |
| Japon (Billboard Japan)       | 40                 |
| Écosse (OCC)                  | 27                 |
| Espagne (Promusicae)          | 70                 |
| Suisse (Schweizer Hitparade)  | 19                 |
| États-Unis (Billboard 200)    | 164                |